# 嵌入 (化學)

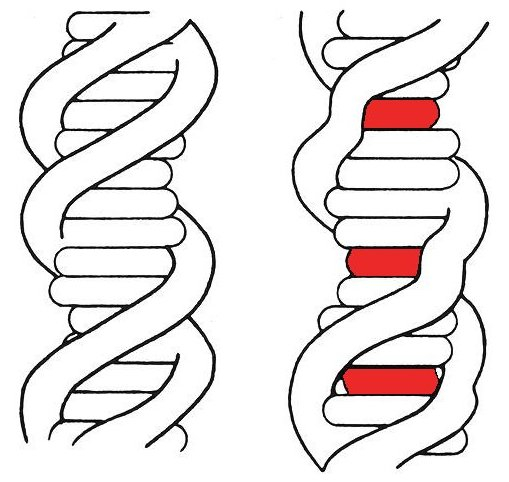
發生於圖中紅色區域的嵌入作用使DNA長鏈扭曲變形。

嵌入（英語：Intercalation，或譯插層）在化學上是指在兩個分子或基團之間加入一個分子，過程可逆。例如DNA嵌入與石墨层间化合物（graphite intercalation compound）。

## DNA嵌入
有許多分子可與生物體內的DNA發生交互作用，以配體為例，嵌入是配體分子與DNA的一種結合方式，當配體大小符合鹼基對之間的空隙時，就有可能發生嵌入。通常嵌入DNA的配體是多環類、芳香類，或是平面分子。常見的例子包括溴化乙錠、原黃素（proflavine）、道諾霉素（daunomycin）、阿黴素（doxorubicin）、沙利竇邁（thalidomide）等。這些物質可應用於化學治療，抑制癌細胞的生長。